# Transporte en la República Dominicana

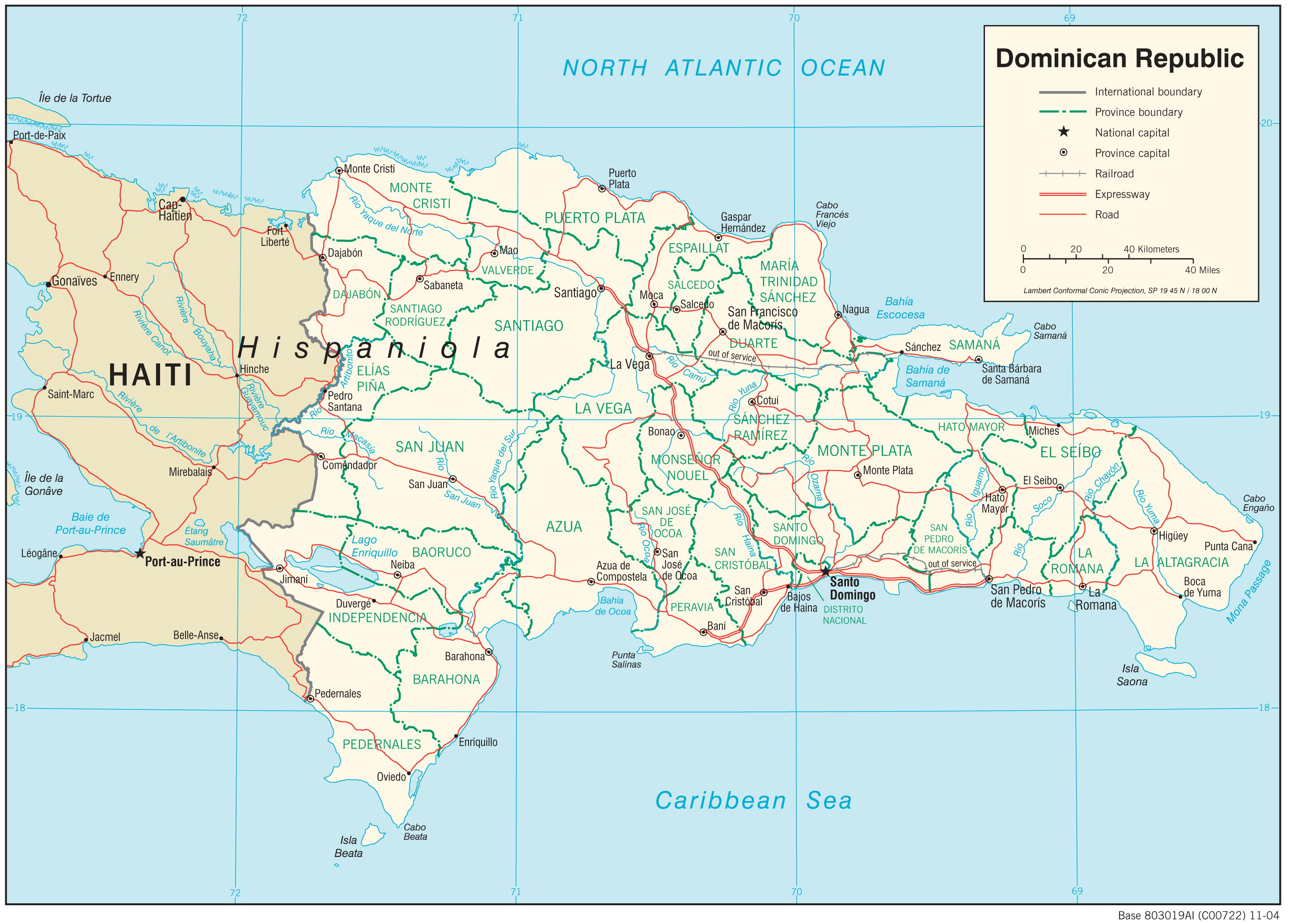
Mapa de República Dominicana. Road es carretera, expressway es autopista y railroad es ferrocarril.

El transporte en República Dominicana incluye una amplia red de carreteras, autobuses públicos, líneas de metro, ferrocarriles, puertos y aeropuertos.

## Autopistas

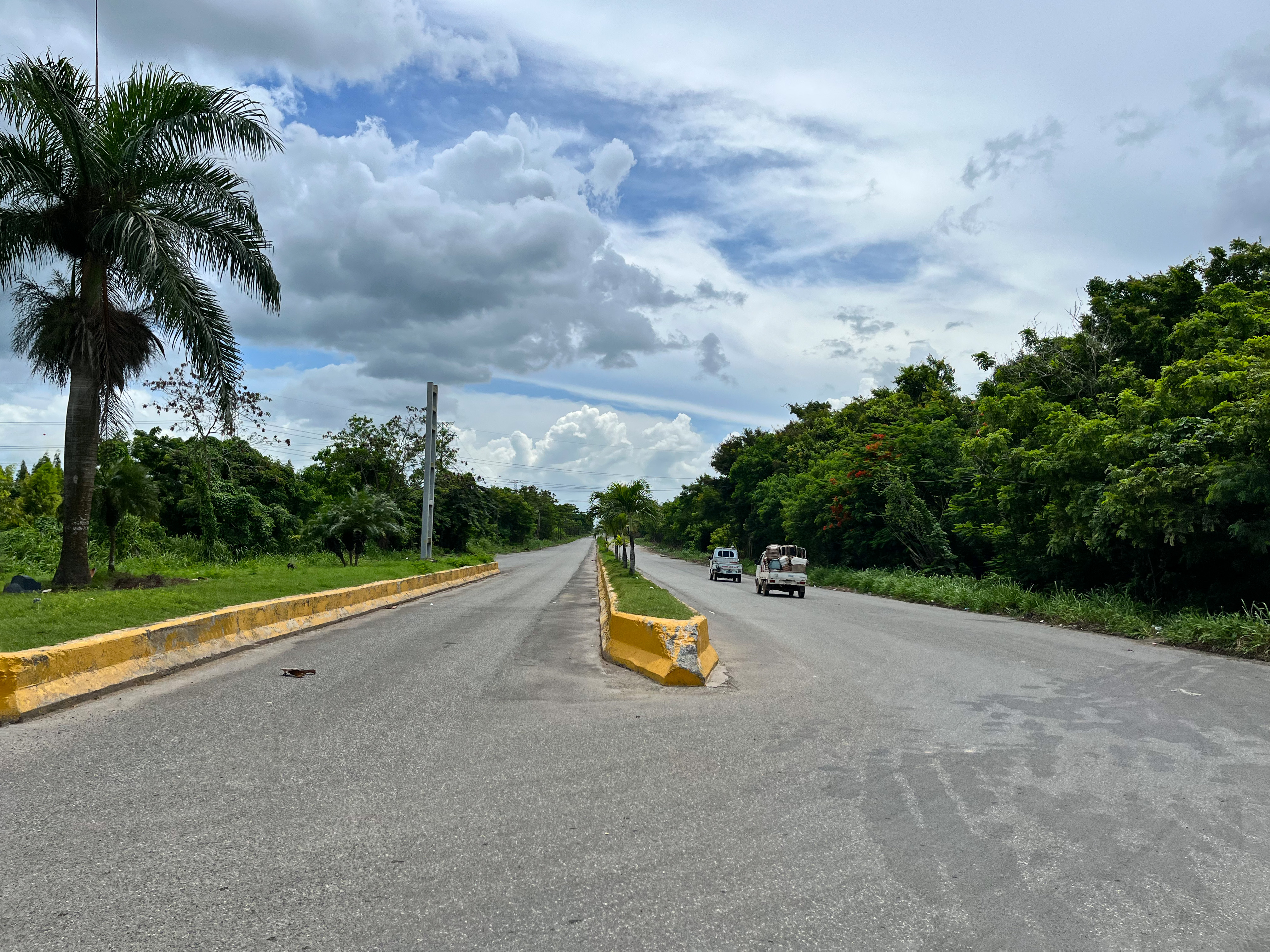
Carretera Mella (DR-4) en San Pedro de Macorís.

Existen 5 autopistas principales (DR-1, DR-2, DR-3, DR-4 y DR-5) las cuales conectan las mayores ciudades y centros turísticos del país. Hay cerca de 19 705 km (12 244 mi) en carreteras y rutas, de las cuales 9,872 están asfaltadas y 9833 km (6110 mi) sin asfaltar (2002). 
Como cualquier país en vías de desarrollo, la República Dominicana sufre por la falta de rutas asfaltadas que conecten pueblos pequeños y áreas menos pobladas. Sin embargo, las rutas de las ciudades mayores se encuentran generalmente en buena condición.

## Transporte público

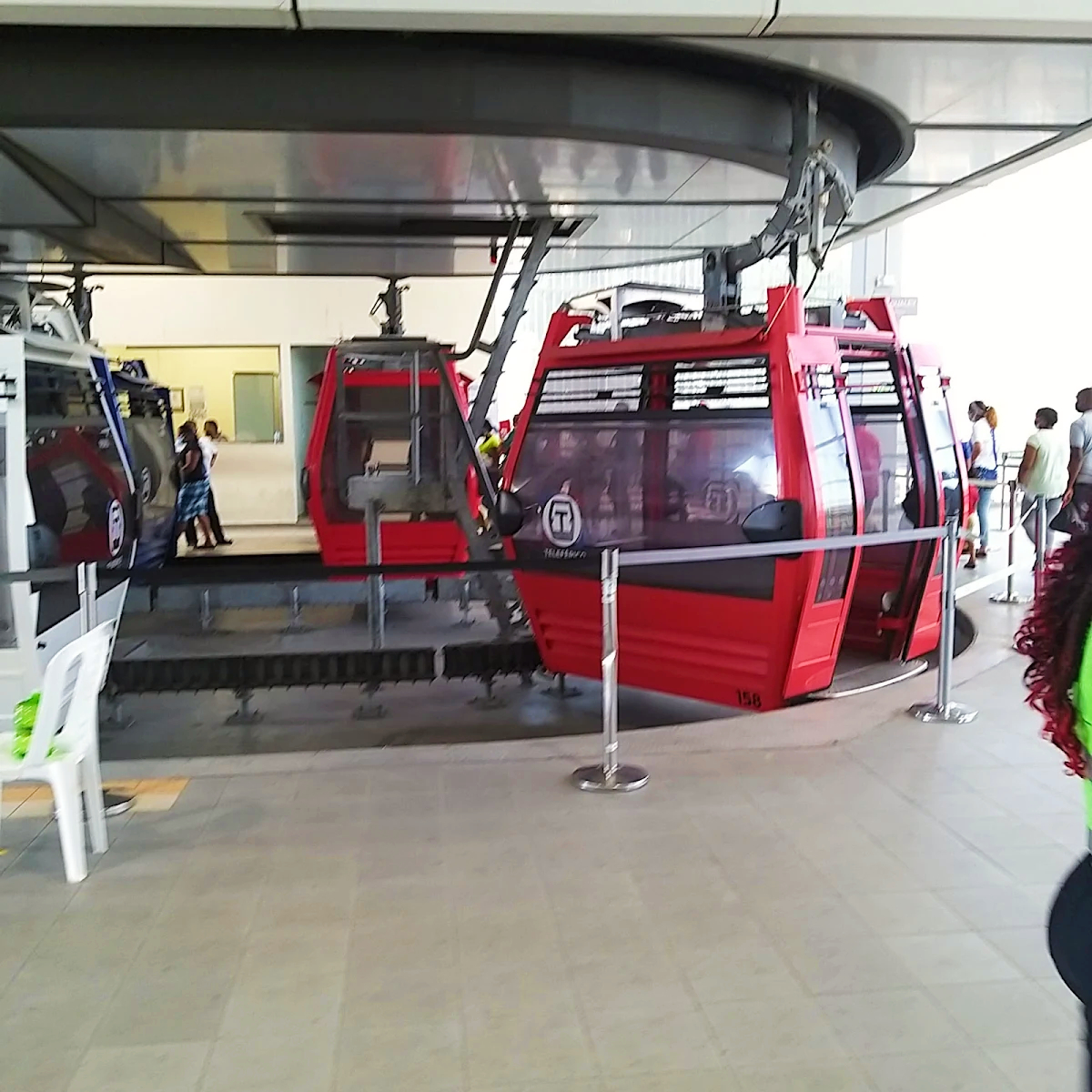
El Teleférico de Santo Domingo es un transporte público.

### Transporte masivo

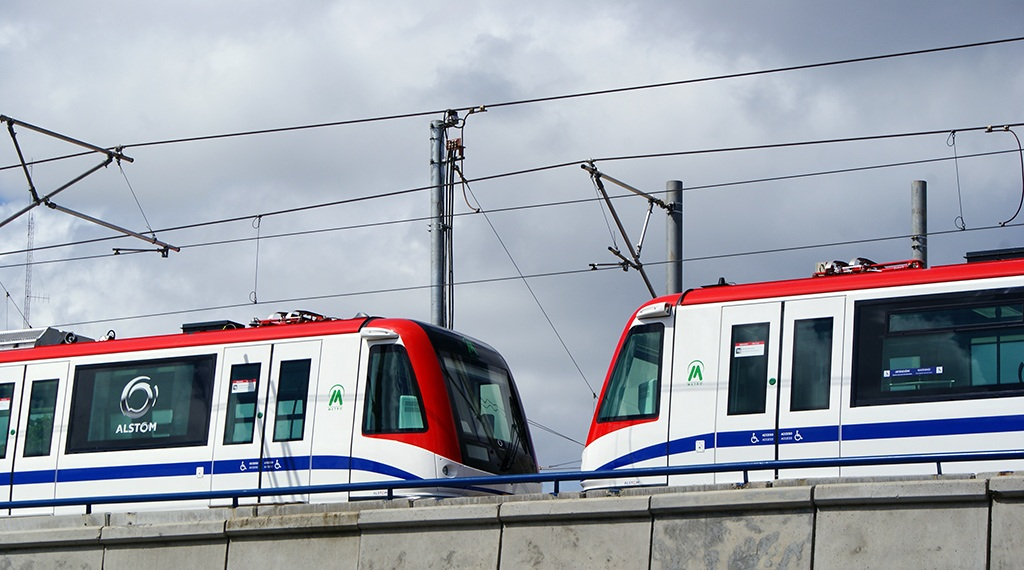
El Metro de Santo Domingo es el medio de transporte público más usado en la República Dominicana.

El Metro de Santo Domingo es el primer sistema de tránsito masivo en el país, y el segundo en el Caribe y Centroamérica, después del Tren Urbano de San Juan (Puerto Rico). El 27 de febrero de 2008, durante la conmemoración de la Independencia Dominicana, el expresidente Leonel Fernández probó el metro por primera vez y servicio gratis fue entonces ofrecido en varias ocasiones. El servicio comercial comenzó el 30 de enero de 2009. Actualmente, varias líneas adicionales están siendo planeadas eventualmente..
El Tren ligero de Santiago es un sistema de tren ligero previsto para la segunda ciudad más importante del país, Santiago de los Caballeros. El proyecto se encuentra actualmente inactivo debido a la falta de aprobación y de fondos gubernamentales.

### Autobuses
La OMSA (Oficina Metropolitana Servicios de Autobuses), es el sistema de autobús público de la República Dominicana, lo cual tiene varias rutas en las ciudades principales de la República , por ejemplo en el Gran Santo Domingo, y en Santiago de los Caballeros.

### Automóviles Públicos
El sistema de Carros Públicos ("Conchos") consisten en vehículos privados que transitan una ruta específica diariamente y en el cual los pasajeros pueden elegir el sitio de parada.  Este es una de las principales vías de transporte dentro de la ciudad capital, Santo Domingo, como también en otras ciudades importantes.
Sin embargo, este sistema no es muy fiable y los vehículos pueden ser algo incómodos, ya que los conductores tratan de encajar tantas personas como puedan dentro de ellos. En general, un sedán de 4 personas (incluyendo al conductor) normalmente lleva 6 pasajeros, casi el doble de la cantidad por la cual fueron diseñados.

## Ferrocarriles

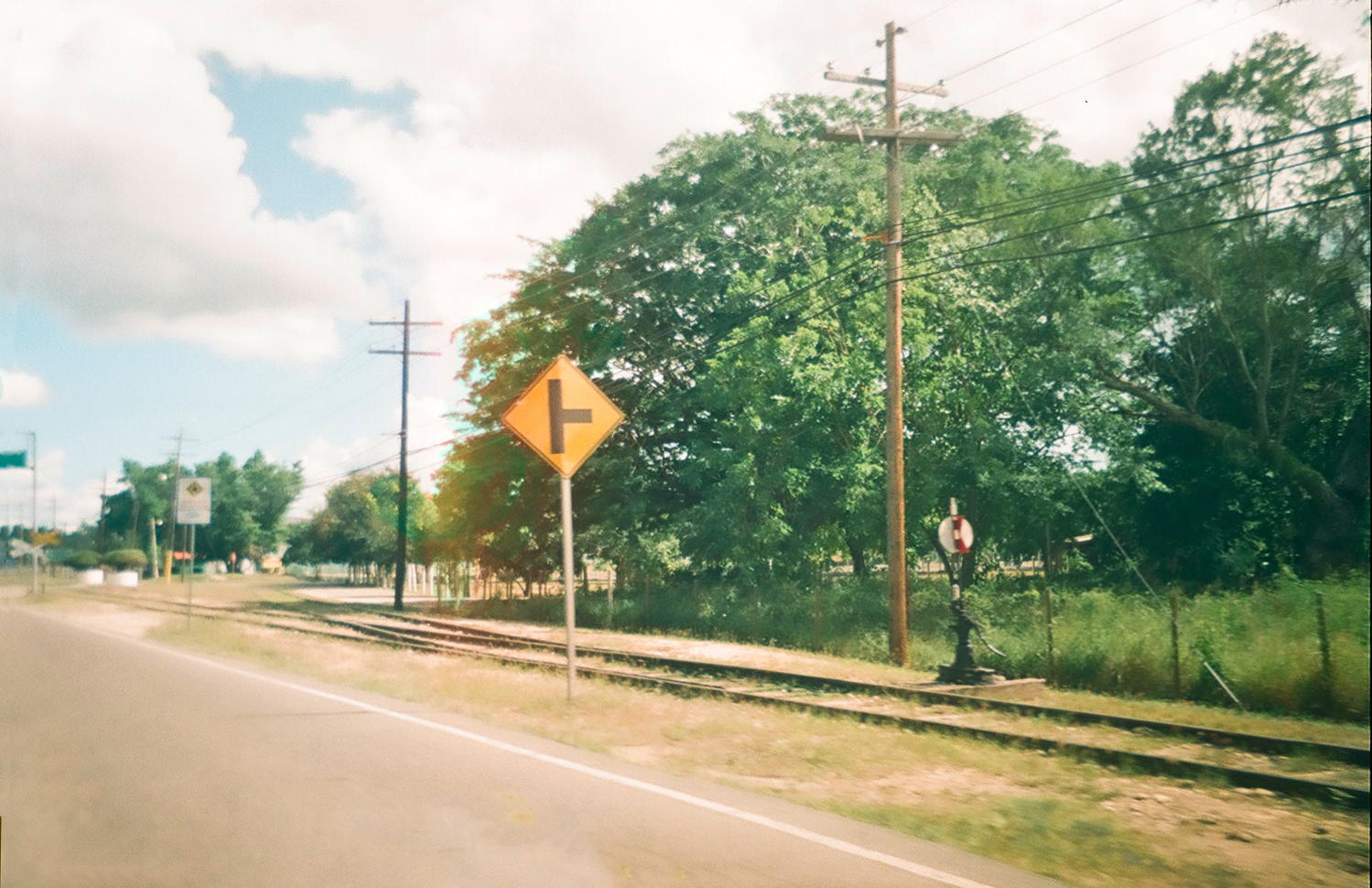
Vías ferroviarias del Ferrocarril de Romana Central, utilizadas por empresas privadas del sector de caña de azúcar. Esta línea conecta con la Zona Franca.

Las operaciones de ferrocarriles en el país son proporcionadas por un operador estatal y varios operadores privados (principalmente para centros azucareros).
- El Ferrocarril de la Central Romana fue establecido en 1911 en los campos de caña de azúcar. La longitud total de esta línea es de 757 km (470 mi) de los cuales 375 km (233 mi) tienen el ancho estándar (1435 mm (4' 81/2")).
- El Ferrocarril del Gobierno de la República Dominicana es una vía estrecha de 142 km (88 mi).
- Existen 240 km (149 mi) de vías operadas por otras compañías azucareras.
- Ninguna de estas vías posee conexión con Haití.

## Aeropuertos

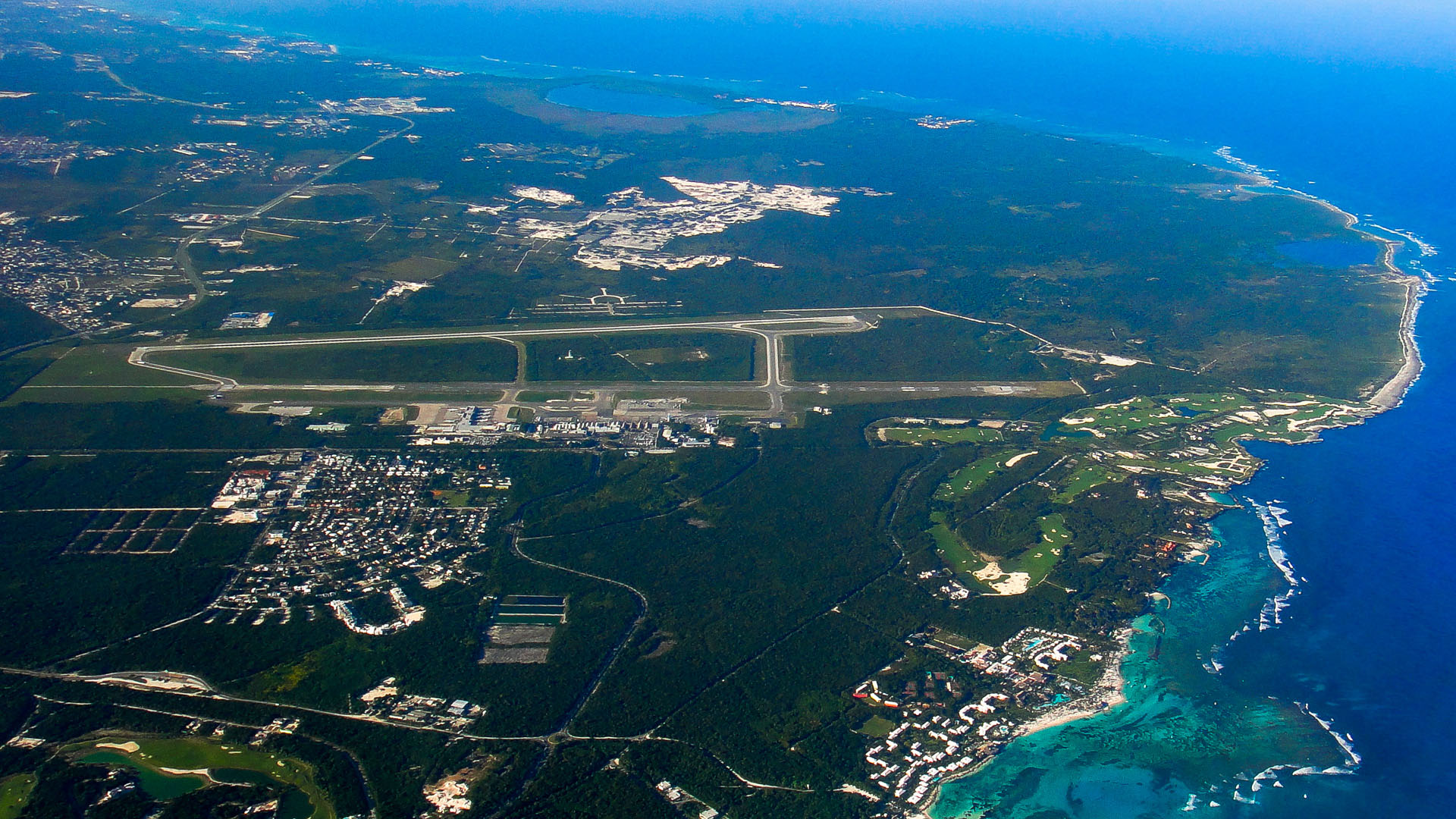
Vista aérea del Aeropuerto Internacional de Punta Cana, el más transitado de la República Dominicana.

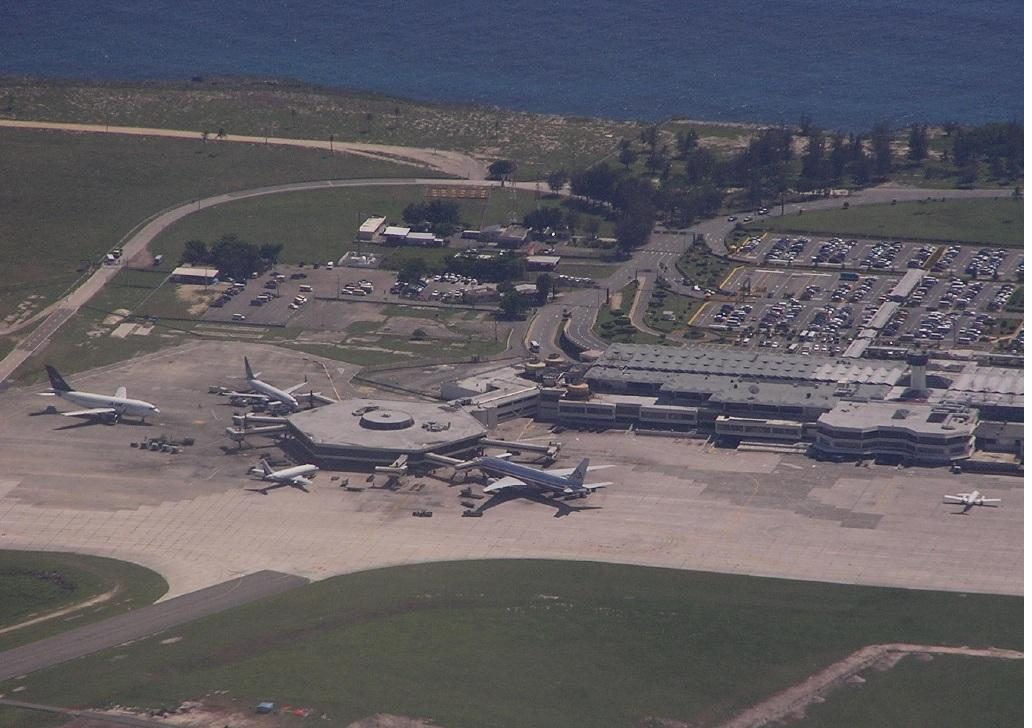
Vista aérea del Aeropuerto Internacional Las Américas, el segundo más concurrido del país.

La República Dominicana tiene varios aeropuertos gestionados por Aerodom:
Internacionales
- Aeropuerto Internacional del Cibao (Licey al Medio)
- Aeropuerto Internacional de Punta Cana (Punta Cana)
- Aeropuerto Internacional Gregorio Luperón (Sosúa)
- Aeropuerto Internacional de Herrera (Santo Domingo)
- Aeropuerto Internacional de La Romana (La Romana)
- Aeropuerto Internacional Joaquín Balaguer (Santo Domingo Norte)
- Aeropuerto Internacional Las Américas (Boca Chica)
- Aeropuerto Internacional María Montez (Barahona)

Nacionales
- Base Aérea de San Isidro (San Isidro)
- Aeropuerto Doméstico de Cabo Rojo (Pedernales)
- Aeropuerto Doméstico de Constanza (La Vega)
- Aeródromo de Portillo (Las Terrenas)
- Aeropuerto Osvaldo Virgil (Monte Cristi)
- Aeropuerto Internacional Presidente Juan Bosch (Samaná)

## Puertos

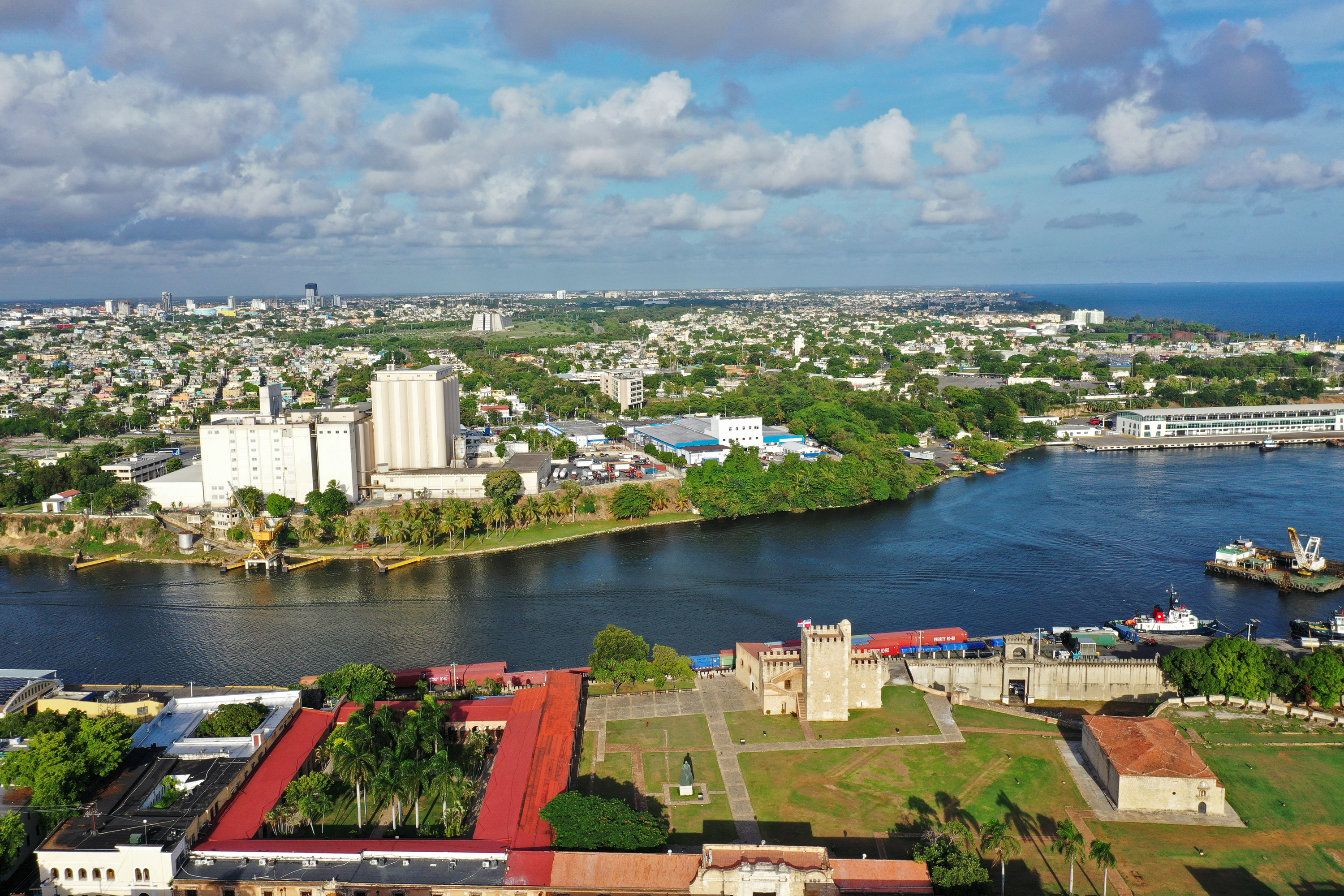
Vista parcial del Puerto de Santo Domingo, el más importante en pasajeros.

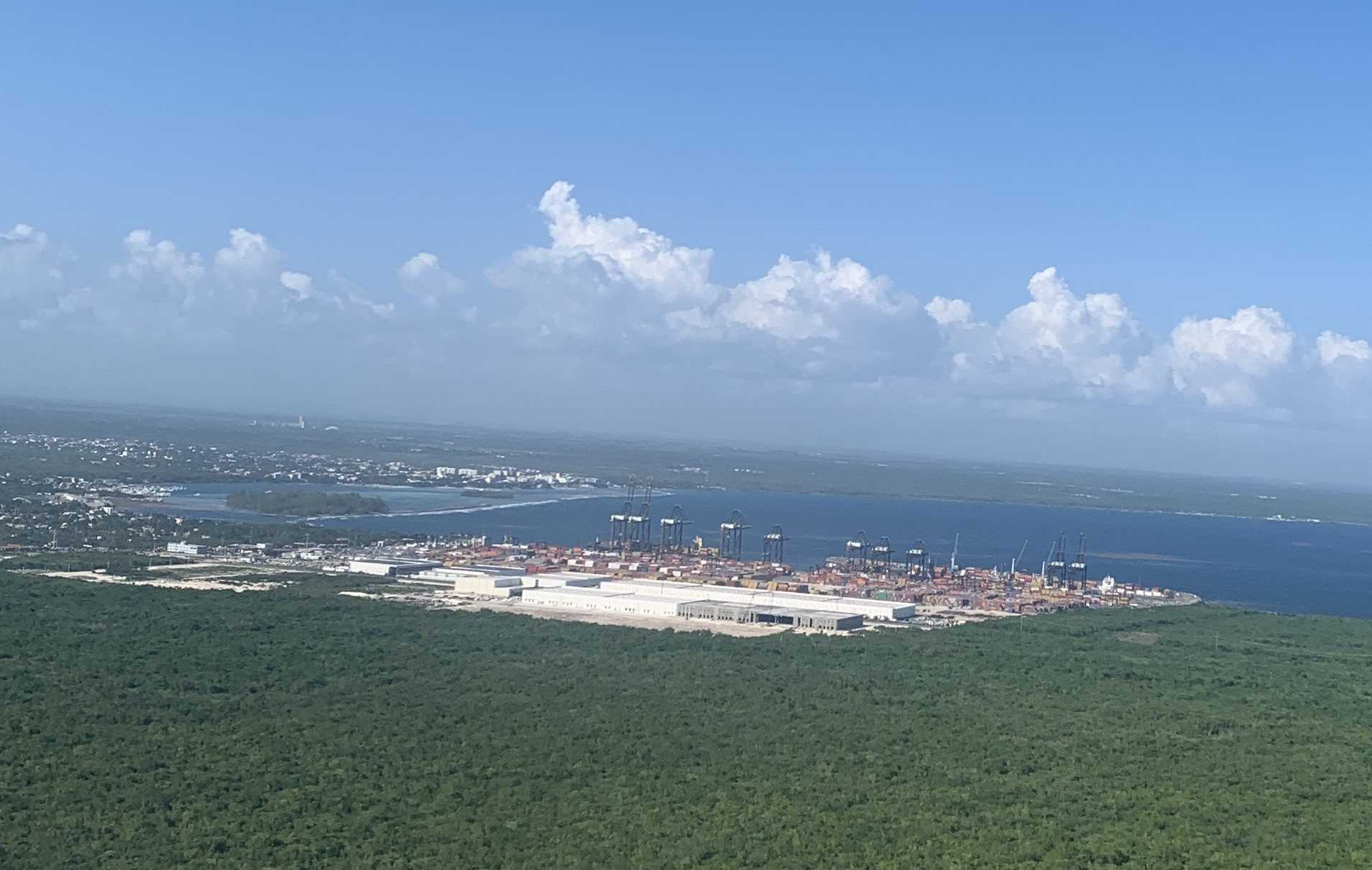
Vista aérea del Puerto Multimodal Caucedo, el más importante en mercancías.

La República Dominicana tiene varios puertos marítimos, tanto de uso comercial como recreativo:
- Puerto de Santo Domingo (Santo Domingo)
- Puerto Multimodal Caucedo (Boca Chica)
- Puerto de Puerto Plata (San Felipe de Puerto Plata)
- Puerto de San Pedro de Macorís (San Pedro de Macoris)